# Oedalea kowarzi
Oedalea kowarzi är en tvåvingeart som beskrevs av Chvala 1981. Oedalea kowarzi ingår i släktet Oedalea och familjen puckeldansflugor.
Artens utbredningsområde är Tjeckien. Inga underarter finns listade i Catalogue of Life.